# Adolphe Devoize
Adolphe Devoize est un homme politique français né le 18 mars 1807 à Tunis (Tunisie) et décédé le 8 juillet 1867.
Fils d'un consul général à Tunis, il sort de l'école polytechnique en 1829 comme lieutenant du génie. Il travaille aux fortifications de Paris et de Grenoble. Après avoir quitté l'armée, il devient conseiller général et député de l'Isère de 1852 à 1867, siégeant dans la majorité soutenant le Second Empire.

## Sources
- « Adolphe Devoize », dans Adolphe Robert et Gaston Cougny, Dictionnaire des parlementaires français, Edgar Bourloton, 1889-1891 [détail de l’édition]